# کیهین اونگا

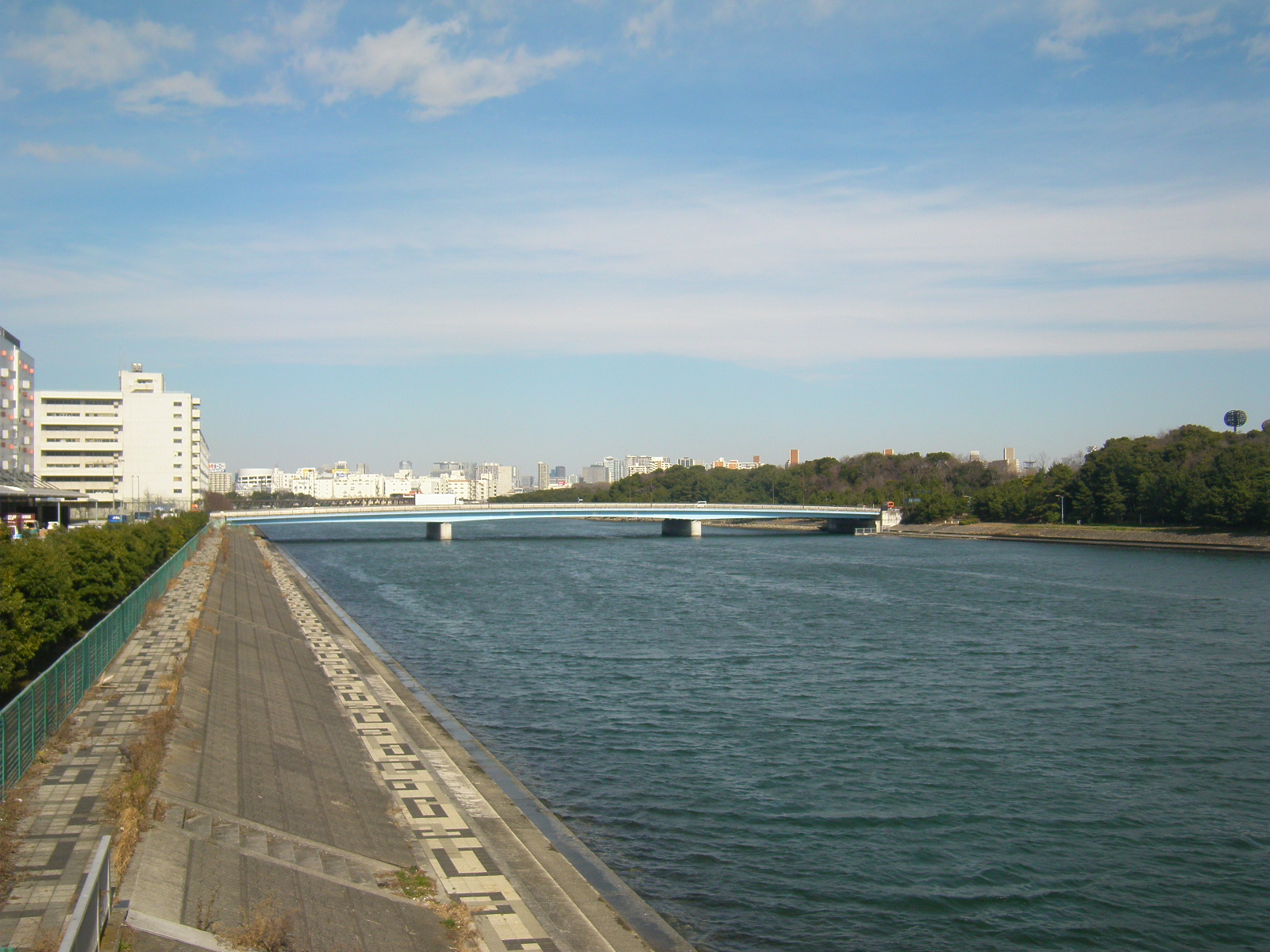
کیهین اونگا و پل شین هیوا

کیهین اونگا (به ژاپنی: 京浜運河) یک آبراهه است که در امتداد تاماچی، میناتو-کو، توکیو در توکیو قرار داشته و از شیناگاوا-کو، توکیو، اوتا-کو، توکیو، کاواساکی، کاناگاوا عبور کرده و تا یوکوهاما، تسورومی-کو، یوکوهاما امتداد دارد.